# Inna Modja
Inna Modja, vlastním jménem Inna Bocoum (* 19. května 1984 Bamako), je malijská zpěvačka, hudební skladatelka a textařka.
Její pseudonym modja znamená ve fulbštině zlobivá. Pochází z hudební rodiny, od dětství zpívala ve sboru a v patnácti letech začala spolupracovat se skupinou Salifa Keity. Studovala v Paříži cizí jazyky, literaturu a mezinárodní obchod, svůj první singl vydala ve Francii v roce 2009. Její autorská tvorba přináší spojení rhythm and blues, hip hopu a západoafrické lidové hudby. Zpívala s Jasonem Mrazem píseň „Lucky“ v televizním pořadu Fête de la Musique, v roce 2011 byla nominována na NRJ Music Award v kategorii Objev roku a její píseň „French Cancan (Monsieur Sainte Nitouche)“ se dostala na čtvrté místo hitparády Syndicat National de l'Édition Phonographique.
Kromě hudby se věnuje i modelingu, výtvarnému umění a herectví (televizní show Le Grand Journal, film Daoudy Coulibalyho Wùlu). Veřejně se angažuje v environmentálních a sociálních záležitostech, ve svých textech se zabývá problémy terorismu, masové migrace či nedostatku pitné vody v afrických zemích. Je vegetariánkou. Popsala svoji osobní zkušenost se ženskou obřízkou a bojuje za vymýcení tohoto zvyku, také propaguje azylové domy pro oběti domácího násilí.

## Diskografie
- 2009 Everyday Is a New World
- 2011 Love Revolution
- 2015 Motel Bamako